# Ooencyrtus neptunus
Ooencyrtus neptunus är en stekelart som beskrevs av Huang och John S. Noyes 1994. Ooencyrtus neptunus ingår i släktet Ooencyrtus och familjen sköldlussteklar.
Artens utbredningsområde är Nepal. Inga underarter finns listade i Catalogue of Life.